# Pygmodeon latevittatum
Pygmodeon latevittatum là một loài bọ cánh cứng trong họ Cerambycidae.